# نشان اوشاکوف
نشان اوشاکوف (به روسی: Орден Ушакова) یک نشان نظامی در روسیه که به افتخار دریاسالار فدور اوشاکوف نام‌گذاری شده‌است.

اوشاکوف کسی است که در هیچ نبردی شکست نخورد و به عنوان قدیس حامی نیروی دریایی روسیه شناخته می‌شود. این نشان در ۳ مارس ۱۹۴۴ توسط هیئت رئیسه شورای عالی شوروی در شوروی در طول جنگ جهانی دوم در دو کلاس تهیه شد. از دارندگان این نشان می‌توان به نیکولای کوزنزوف اشاره کرد.